# Банаховы пределы
Линейный функционал {\displaystyle \mathrm {\mathrm {B} } \in l_{\infty }^{*}} называется банаховым пределом если выполняются следующие 3 условия:

1) {\displaystyle B(\mathbf {1} )=1}
2) {\displaystyle B\geq 0} для любых {\displaystyle x\geq 0}
3) {\displaystyle B(Tx)=B(x)} для любого {\displaystyle x\in l_{\infty }} , где {\displaystyle T} — оператор сдвига, действующий следующим образом: {\displaystyle T(x_{1},x_{2},x_{3},...)=(x_{2},x_{3},...)}
Существование таких пределов было доказано Стефаном Банахом. Из определения следует, что {\displaystyle \|B\|_{l_{\infty }^{*}}=1}  и  {\displaystyle B(x_{1},x_{2},...)=\lim _{n\to \infty }x_{n}}, если последовательность {\displaystyle x_{1},x_{2},...} сходится. Множество банаховых пределов обозначается как {\displaystyle {\mathfrak {B}}}. {\displaystyle {\mathfrak {B}}} — выпуклое замкнутое множество на единичной сфере пространства {\displaystyle l_{\infty }^{*}}. Из неравенства треугольника следует, что для любых {\displaystyle B_{1},B_{2}\in {\mathfrak {B}}}  справедливо неравенство  {\displaystyle \|B_{1}-B_{2}\|\leq 2}. Если  {\displaystyle B_{1}} и {\displaystyle B_{2}} являются крайними точками множества {\displaystyle {\mathfrak {B}}}, то {\displaystyle \|B_{1}-B_{2}\|=2}.

### Лемма 1
Различные банаховы пределы несравнимы, то есть если {\displaystyle B_{1}(x)\leq B_{2}(x)\quad \forall x\in l_{\infty }\quad x\geq 0}, то {\displaystyle B_{1}(x)=B_{2}(x)} .
Если {\displaystyle B_{1}(u)\leq B_{2}(u)}  для какого-то  {\displaystyle u\in l_{\infty }\quad u\geq 0\quad \Rightarrow \quad \forall \lambda >0\quad u\neq 0\quad B_{1}(\lambda u)<B_{2}(\lambda u)} . 
Возьмём  {\displaystyle 0<\lambda <{\frac {1}{\|u\|}}\quad \Rightarrow \quad 0\leq \lambda u\leq \mathbf {1} \quad \Rightarrow \quad \mathbf {1} -\lambda u\geq 0} , {\displaystyle B_{1}(\mathbf {1} -\lambda u)=1-B_{1}(\lambda u)>1-B_{2}(\lambda u)=B_{2}(\mathbf {1} -\lambda u)}
Получаем противоречие, которое доказывает лемму.

### Теорема 1
Функционал {\displaystyle f\in l_{\infty }^{*}} можно представить в виде {\displaystyle f=B_{1}-B_{2}} ({\displaystyle B_{1},B_{2}\in {\mathfrak {B}}}) тогда и только тогда, когда
1. {\displaystyle f(Tx)=f(x)}  для всех  {\displaystyle x\in l_{\infty }}
2. {\displaystyle f(\mathbf {1} )=1}
3. {\displaystyle \|f\|_{l_{\infty }^{*}}\leq 2}

Для того, чтобы при указанных условиях данное представление было единственным, необходимо и достаточно, чтобы {\displaystyle \|f\|_{l_{\infty }^{*}}=2} .
Необходимость условий 1.—3. вытекает из определения банаховых пределов. Для доказательства достаточности определим функционал
Используя свойства 1.—3. получаем:
значит {\displaystyle B_{1}} — банахов предел. То же самое верно для функционала {\displaystyle B_{2}=B_{1}-f=g-f+(1-{\frac {\|f\|}{2}})B}. По построению {\displaystyle B_{1}-B_{2}=f}. Докажем единственность такого представления при {\displaystyle \|f\|=0}. Пусть {\displaystyle f=B_{1}-B_{2}} при {\displaystyle \|f\|=0}. 
Выше доказано, что {\displaystyle max(f,0)\in {\mathfrak {B}}}, аналогичные рассуждения показывают, что {\displaystyle max(-f,0)\in {\mathfrak {B}}}. По лемме 1 получаем
Теорема доказана.

## Понятие почти сходимости
Для заданных {\displaystyle a\in \mathbb {R} ^{1}} , {\displaystyle x\in l_{\infty }}, для любых {\displaystyle \mathrm {\mathrm {B} } \in {\mathfrak {B}}}

равномерно по {\displaystyle m\in \mathbb {N} } . Последнее равенство называется критерием Лоренца. Его можно уточнить следующим образом:
Последовательность  {\displaystyle x\in l_{\infty }}  называется почти сходящейся к числу {\displaystyle a\in \mathbb {R} ^{1}}, если значения всех банаховых пределов на этой последовательности равны {\displaystyle a}. Используется следующее обозначение:  {\displaystyle Lim\,x_{k}=a}.  Множество почти сходящихся последовательностей имеет обозначение {\displaystyle ac}. {\displaystyle ac} — линейное не сепарабельное пространство, замкнутое и нигде не плотное в {\displaystyle l_{\infty }} . Множество почти сходящихся к числу {\displaystyle s} последовательностей обозначается как {\displaystyle ac_{s}}. Ясно, что {\displaystyle ac_{s}\subset ac} для любого {\displaystyle s} .

### Пример
Последовательность  {\displaystyle x=(1,0,1,0,...)}  не имеет обычного предела, но {\displaystyle Lim\,x={\frac {1}{2}}} . Для проверки равенства можно использовать критерий Лоренца или свойство данной последовательности: {\displaystyle x_{k}=1-x_{k+1}} .
Также можно будет использовать следующую лемму:

### Лемма 2
Любая периодическая последовательность почти сходится к числу, равному среднему арифметическому значений по периоду .

## Характеристические функции
Системой Радемахера называется последовательность функций
Каждому {\displaystyle B\in {\mathfrak {B}}} можно поставить в соответствие функцию
которая называется характеристической функцией банахова предела {\displaystyle B}. {\displaystyle f_{B}} — комплекснозначная функция.

### Теорема 2
Если  {\displaystyle A,B\in {\mathfrak {B}}}  и  {\displaystyle f_{A}(t)\leq f_{B}(t)}  для всех  {\displaystyle t\in (0,1)} , то  {\displaystyle A=B}  для всех   {\displaystyle x\in l_{\infty }} .

### Свойства характеристических функций
Пусть  {\displaystyle A,B\in {\mathfrak {B}}} , тогда
1. {\displaystyle f_{B}(t)}  периодична, причём периодом является любое двоично-рациональное число из {\displaystyle (0,1)}
2. {\displaystyle f_{B}(t)=f_{B}({\frac {t}{2}})}  для любых  {\displaystyle t\in (0,1)}
3. {\displaystyle \forall \lambda \in [0,1]\,\exists \,x\in 2^{\mathbb {N} }\cap ac} , что {\displaystyle B(x)=\lambda }  для любого  {\displaystyle B\in {\mathfrak {B}}}  и  {\displaystyle Im\,f_{B}=[-1,1]}
4. график  {\displaystyle f_{B}} плотен в прямоугольнике {\displaystyle [0,1]\times [-1,1]}
5. {\displaystyle f_{B}(t)+f_{B}(1-t)=0}  для всех  {\displaystyle t\in (0,1)}